# 박용환
박용환(朴容煥, 1878년 7월 1일 ~ ?)은 일제강점기의 공작원으로, 본적은 경기도 광주군 경안면이다. 다른 이름으로 박병일(朴炳一), 박규환(朴圭煥)이 있다. 본관은 밀양이다.

## 생애
경성부 종로에서 잡화업과 금융업을 경영했지만 사업이 실패하자 1917년 러시아 블라디보스토크로 이주했다. 포조흥신(浦潮興信)을 경영하면서 블라디보스토크 내 신한촌(新韓村) 유력자로 성장했으며, 일본의 시베리아 개입 당시부터 일제 관헌의 밀정으로 활동했다. 1920년 3월 14일에는 블라디보스토크에서 활동하던 항일 독립 운동 세력으로부터 습격을 받기도 했다.
1920년 4월 9일 신한촌 조선인 유력자 7명과 함께 “어떠한 권유가 있어도 조선의 독립 운동에 절대 참여하지 않을 것, 일본과 일본군의 이익을 도모하는 것에 노력하고 불리를 꾀하는 행위는 절대 하지 않을 것, 일본과 일본인에 호의를 가지고 선인(조선인)에 대해서는 반의(反意)를 갖지 않을 것, 항일 독립 세력을 일본 관헌에 밀고하는 역할 등에 적극 협력할 것” 등의 내용을 담은 서약서를 기쿠치 요시로(菊地義郞) 블라디보스토크 주재 일본 총영사에게 제출했다. 또한 조선총독부 관료 야마자키 사네오(山崎眞雄), 조선총독부 경무국장 마루야마 쓰루키치(丸山鶴吉) 등과 관계를 맺으면서 블라디보스토크에서 활동하던 독립 운동 단체에 대한 정보를 제공했다.
1921년 블라디보스토크 재류 조선인민회 부회장으로 임명된 뒤부터 일본의 재러시아 조선인 통제 및 회유 정책에 적극 협력하는 한편 일본군에 군량미 등을 제공했다. 1922년 12월 일본군이 시베리아에서 철수하면서 신변에 위협을 느끼게 되었고 1923년 1월 25일 사할린으로 이주하게 된다. 일본의 사할린 개척 사업에 참여하는 동안 조선인 노동자들을 구제한다는 명목으로 식민지 대부금을 빌려서 사할린 농지를 개척하는 한편 개척 이익금의 일부를 조선인 노동자들을 위한 주택과 학교 건립 등에 사용했지만, 결과적으로는 조선인 노동자들을 착취하여 자신의 이득을 챙기기 위한 것이어서 많은 조선인 노동자들로부터 비난의 대상이 되었다.
1924년 4월 26일 가라후토(樺太)조선인공제회 부회장으로 선임되었으며 1929년 9월 3일에 실시된 가라후토 지방의회 선거에서 최다 득표를 얻어 혼토 정(本斗町) 의원에 당선되었다. 1936년 블라디보스토크 조선인민회 부회장 재직 시절 민회의 주요 사업이었던 이른바 '조선인 구제 사업'을 시행하던 도중 약 20,000엔의 손해를 보았다며 조선총독부를 상대로 손해배상 청구소송을 제기했다. 이 소송의 참고인이었던 일본인 서기관 야마자키 사네오(山崎眞雄)는 그를 일본의 재러시아 조선인 통제 및 회유 정책에 상당한 도움을 주었다고 밝혔으며, 군수나 조선총독부 중추원 참의까지 할 수 있는 업적을 낸 인물이었다고 평가했다.
민족문제연구소의 친일인명사전 수록자 명단의 해외 부문, 친일반민족행위진상규명위원회가 발표한 친일반민족행위 705인 명단에 포함되었다.

## 참고자료
- 친일반민족행위진상규명위원회 (2009). 〈박용환〉. 《친일반민족행위진상규명 보고서 Ⅳ-6》. 서울. 828~841쪽.